# Podio (vescovo)
Podio o Poggio (X secolo – Firenze, 5 giugno 1002) è stato un vescovo italiano, vescovo di Firenze dal 985.

## Agiografia
Di lui si sa ben poco di certo. Resta documentazione della sua opera verso il clero cittadino e in particolare verso il capitolo fiorentino. Fu amico del marchese Ugo II di Toscana, il benefattore della Badia fiorentina.
Secondo un breviario trovato nella biblioteca di Carlo Tommaso Strozzi (oggi alla Biblioteca Nazionale Centrale di Firenze) nacque con il nome di Podio Colmelle, sotto il regno di Ugo di Arles (924-947) e fu istruito nelle discipline liberali e in seguito in teologia, diventando canonico della cattedrale cittadina (allora Santa Reparata).
Dopo la morte del suo predecessore Sichelmo, fu eletto dal collegio dei canonici dell'abbazia di Sant'Andrea come nuovo vescovo. Alla sua morte (5 giugno 1002) fu sepolto nella cattedrale. Il vescovo che gli succedette fu Guido.

## Culto
È festeggiato dalla Chiesa cattolica il 28 maggio.